# Union des auto-entrepreneurs
L'Union des auto-entrepreneurs (UAE) est une association loi de 1901 de promouvoir et défendre des intérêts des auto-entrepreneurs.

## Historique
L'Union des auto-entrepreneurs (UAE) est fondée, le 9 avril 2009, par François Hurel, qui en devient le président, lors de la cérémonie de lancement en présence de personnalités du monde de la création d'entreprise et en compagnie du ministre Hervé Novelli. François Hurel est l'auteur du rapport qui permet la création du régime de l'auto-entrepreneur en France[réf. nécessaire].
Le 26 juin 2009, le Forum de l'Union des auto-entrepreneurs (UAE) à lieu à la CCI Grand Lille. Les instituts supérieurs européens de gestion (ISEG) accueillent le Forum de l'UAE à Lille, Lyon et Strasbourg, afin de réunir l'ensemble des services de l'État pouvant fournir des informations légales sur le régime (DGFIP, Pôle Emploi, Urssaf, RSI, CIPAV, mais aussi les réseaux d'accompagnement (CCI France, Ordre des experts-comptables).
Depuis, l'UAE est devenue une organisation représentative des auto-entrepreneurs, reconnue par les pouvoirs publics, et intervient à ce titre auprès des gouvernements, lors des projets d'évolution législatif du statut, pour émettre des propositions et réagir aux projets de l'exécutif,. Elle fonde l'Observatoire des auto-entrepreneurs et procède à des analyses et enquêtes sur les conditions de travail, les revenus, les besoins et les ambitions des auto-entrepreneurs. L'UAE initie début 2017 un cycle de rencontres, s'intéressant au regard que portent les jeunes sur le travail, en menant une étude "Le travail : paroles de jeunes"  préfacée par le sociaologue Éric Debarbieux.